# Madinat al-Hareer
Madinat al-Hareer é um projeto de urbanização no Kuwait. Este projeto inclui um arranha-céu denominado Burj Mubarak al - Kabir que deve ter 1.000 metros de altura e será, em princípio, inaugurado no ano de 2011. Este prédio, quando completado, será o maior do mundo.